# Clytospiza monteiri
Clytospiza monteiri là một loài chim trong họ Estrildidae. Chúng là loài duy nhất trong chi đơn loài Clytospiza, có thể được tìm thấy ở Angola, Cameroon, Cộng hòa Trung Phi, Tchad, Cộng hòa Congo, Cộng hòa Dân chủ Congo, Gabon, Kenya, Nigeria, Nam Sudan và Uganda.